# Conceptes de Neumann
Els conceptes de Neumann foren formulats pel matemàtic John Von Neumann l'any 1945 i varen marcar el camí pels llenguatges de programació moderns.
Aquests conceptes foren:
1. L'ús d'instruccions predefinides pel control del maquinari, que permetria la reprogramació dels ordinadors d'una manera més ràpida i còmoda.
2. L'altre concepte era l'ús de sentències condicionals de control. Això permetria la implementació de subtasques, ja que es podria saltar d'una banda a una altra del programa, a més d'introduir sentències capaces de controlar el flux del programa.

D'aquests dos conceptes en derivaria l'evolució del llenguatge màquina al llenguatge d'assemblador.